# Volvic
 Volvic  es una población y comuna francesa, situada en la región de Auvernia, departamento de Puy-de-Dôme, en el distrito de Riom y cantón de Riom-Ouest.

## Demografía
| 2681 | 3030 | 3253 | 3587 | 3930 | 4202 |
| Para los censos de 1962 a 1999 la población legal corresponde a la población sin duplicidades (Fuente: INSEE [Consultar]) |      |      |      |      |      |